# Tugay Kerimoğlu
Tugay Kerimoğlu (Trebisonda, Turquía, 24 de agosto de 1970) es un exfutbolista turco que jugaba como mediocampista y su último equipo fue el Blackburn Rovers de la Premier League de Inglaterra.

## Selección nacional
Ha sido internacional con la selección de fútbol de Turquía desde las categorías juveniles. Con la selección mayor jugó 94 partidos anotando 2 goles.

### Participaciones en Copas del Mundo
| Mundial                        | Sede                | Resultado    |
| ------------------------------ | ------------------- | ------------ |
| Copa Mundial de Fútbol de 2002 | Japón-Corea del Sur | Tercer lugar |

### Participaciones en Eurocopa
| Eurocopa      | Sede            | Resultado    |
| ------------- | --------------- | ------------ |
| Eurocopa 1996 | Inglaterra      | Primera fase |
| Eurocopa 2000 | Holanda-Bélgica | 4° de final  |

## Clubes
| Club             | País       | Año       |
| ---------------- | ---------- | --------- |
| Galatasaray      | Turquía    | 1987-2000 |
| Glasgow Rangers  | Escocia    | 2000-2001 |
| Blackburn Rovers | Inglaterra | 2001-2009 |

## Palmarés

### Campeonatos nacionales
| Título          | Club             | País       | Año  |
| --------------- | ---------------- | ---------- | ---- |
| Superliga       | Galatasaray      | Turquía    | 1988 |
| Copa de Turquía | Galatasaray      | Turquía    | 1991 |
| Superliga       | Galatasaray      | Turquía    | 1993 |
| Copa de Turquía | Galatasaray      | Turquía    | 1993 |
| Superliga       | Galatasaray      | Turquía    | 1994 |
| Copa de Turquía | Galatasaray      | Turquía    | 1996 |
| Superliga       | Galatasaray      | Turquía    | 1997 |
| Superliga       | Galatasaray      | Turquía    | 1998 |
| Superliga       | Galatasaray      | Turquía    | 1999 |
| Premier League  | Glasgow Rangers  | Escocia    | 2000 |
| Copa de Escocia | Glasgow Rangers  | Escocia    | 2000 |
| Copa de la Liga | Blackburn Rovers | Inglaterra | 2002 |

- Datos: Q347045
- Multimedia: Tugay Kerimoğlu / Q347045